# Brian Bolland
Brian Bolland, född 26 mars 1951, är en brittisk serietecknare i den realistiska traditionen. Han har bland annat tecknat Judge Dredd för den brittiska tidningen 2000 AD, samt Camelot 3000 och Batman-serien The Killing Joke för amerikanska DC Comics. Han har även skrivit och tecknat enstaka serier i kortare format. Sedan mitten av 80-talet har Bolland främst gjort tidningsomslag, exempelvis till Animal Man, Wonder Woman, Flash och Invisibles.